# Treviño

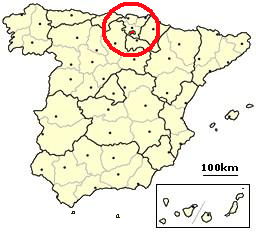
Enkláva Treviño vyznačená na mapě Španělska

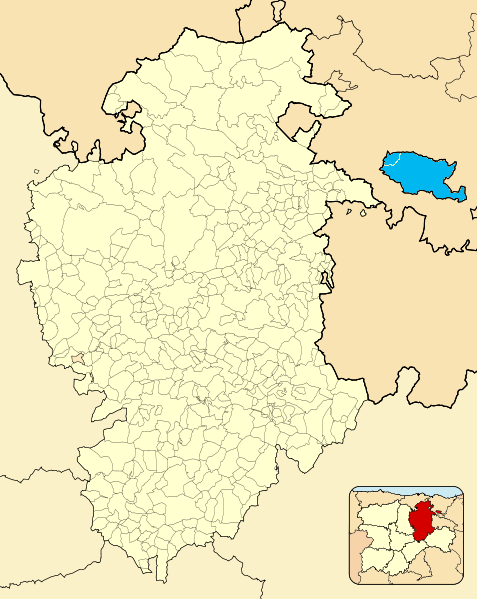
Enkláva Treviño vyznačená modře na mapě provincie Burgos

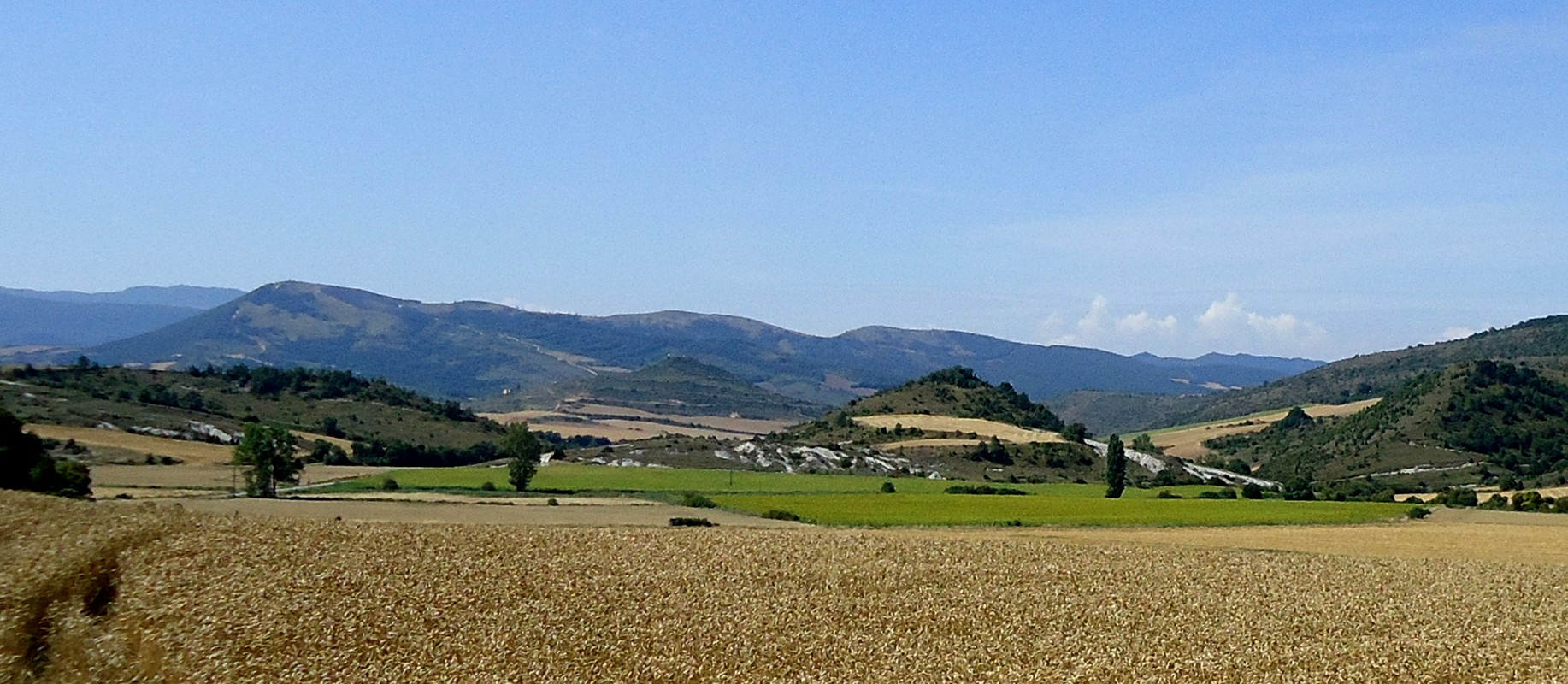
Krajina v enklávě Treviño

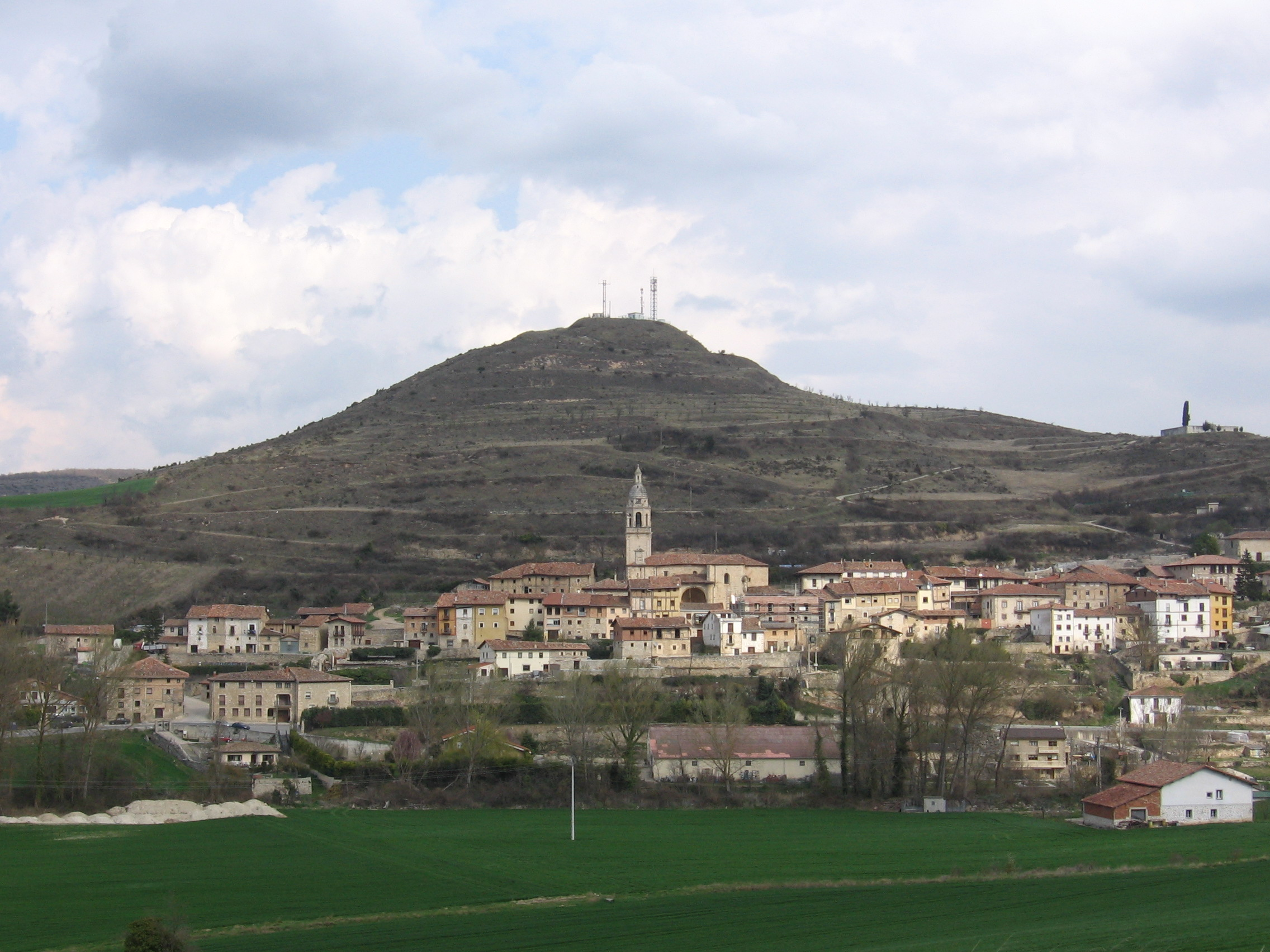
Pohled na městečko Condado de Treviño

Treviño (baskicky Trebiñuko) je část španělské provincie Burgos (patřící ke Kastilii a Leónu), která je zcela obklopena územím provincie Álava (patřící k Baskicku). Jde tedy o enklávu Baskicka a exklávu Kastilie a Leónu. Na území enklávy se nacházejí dvě obce: Condado de Treviño a La Puebla de Arganzón, a žije zde okolo 1960 obyvatel. Enkláva má 279, 6 kilometrů čtverečních.

## Historie
Městečko La Puebla de Arganzón bylo založeno formou zakládací listiny (fuero) v roce 1191 králem Sanchem VI. Navarrským. Po dobytí Álavy Kastilií byla většina oblastí nadále pod autoritativnějším baskickým právem, zatímco oblast Treviña ne, což posléze vedlo k současnému vyčlenění baskicko-kastilských hranic a vzniku enklávy. V rámci administrativní reformy v roce 1833 byla zrušena většina enkláv mezi jednotlivými územními celky ve Španělsku, enkláva Treviño nicméně zůstala zachována.
Podle některých zdrojů se v Treviñu hovořilo především baskicky až do konce 18. století, kdy byla postupně nahrazena španělštinou. Po pádu frankistického režimu začal ovšem být v Treviñu o baskičtinu opět zájem, stejně jako v přilehlém Baskicku, baskičtinu v roce 2012 ovládalo přes 65% obyvatel enklávy mladších 16 let. Baskičtina nemá v Kastilii a Leónu oficiální status, nicméně i přesto v enklávě existují školy baskičtinu vyučující.

## Spor o enklávu
Již od 19. století probíhá spor o enklávu Treviño, přesněji o její potenciální včlenění do baskické provincie Álava. Obyvatelé enklávy totiž využívají veřejné služby především v Baskicku, přičemž daně odvádějí Kastilii a Leónu. Spor probíhá mezi lokálními politiky, přičemž ti z Baskicka chtějí enklávu včlenit do provincie Álavy a ti z Kastilie a Leónu ji chtějí zachovat jakožto součást provincie Burgos. V roce 1940 v enklávě proběhlo referendum, kde se 98 % obyvatel enklávy vyslovilo pro spojení s Álavou, nicméně k žádnému spojení nedošlo.